# 알루 알하노프

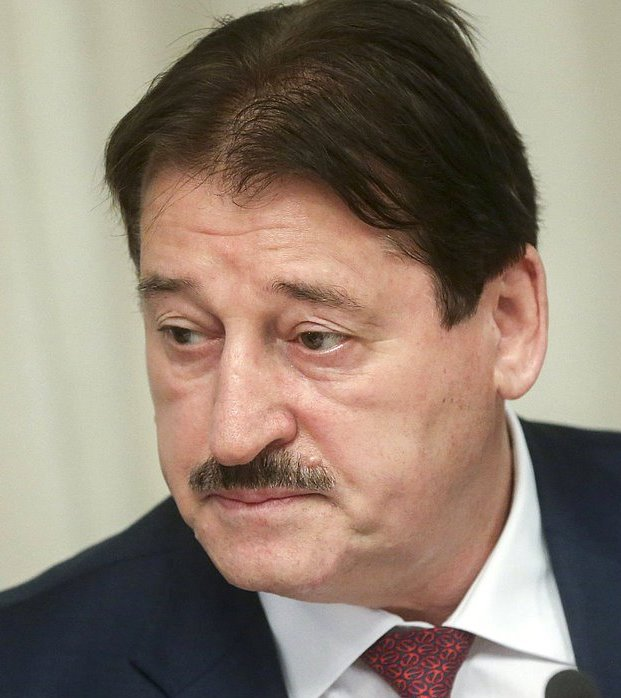
알루 알하노프

알루 알하노프(러시아어: Алу Алханов, 1957년 1월 20일 ~ )는 러시아 체첸 공화국의 정치인이다. 2004년 8월 30일부터 2007년 2월 15일까지 제2대 체첸 공화국의 대통령을 역임했다.
| 전임 아흐마트 카디로프 | 제2대 체첸 공화국의 대통령 2004년 8월 30일 ~ 2007년 2월 15일 | 후임 람잔 카디로프 |

## 같이 보기
- 람잔 카디로프
- 제2차 체첸 전쟁